# Souad Bellakehal
Souad Bellakehal (ar. سعاد بلخال ;ur. 23 marca 1992) – algierska judoczka.
Uczestniczka mistrzostw świata w 2014, 2015 i 2017. Startowała w Pucharze Świata w 2016, 2022 i 2023. Piąta na igrzyskach śródziemnomorskich w 2018. Wicemistrzyni igrzysk afrykańskich w 2015 i piąta w 2019. Triumfatorka igrzysk panarabskich w 2023. Zdobyła siedem medali na mistrzostwach Afryki w latach 2014-2022.